# Dotyk růžové
Dotyk růžové (v originále Touch of Pink) je britsko-kanadský hraný film z roku 2004, který režíroval Ian Iqbal Rashid podle vlastního scénáře. Komedie pojednává o problémech střetu rozdílných kultur. Snímek měl světovou premiéru na filmovém festivalu Sundance 19. ledna 2004, v ČR vyšel na DVD v roce 2005.

## Děj
Alim pracuje jako fotograf v Londýně. Jeho muslimská rodina původem z Mombasy bydlí v Torontu, kde jeho teta Dolly připravuje svatbu pro svého syna Khaleda. Její sestra a Alimova matka Nuru by ráda zorganizovala svatbu i pro svého syna. Avšak netuší, že Alim má v Londýně přítele Gilese. Alimovi v jeho životních nesnázích napomáhá duch Caryho Granta. Alimova matka přijede do Londýna, aby mu dohodla svatbu. Alim s Gilesem musejí předstírat, že jsou jen spolubydlící. Alim navíc řekne, že Gilesova sestra Delia je jeho snoubenka. Situace mezi Alimem s Gilesem se komplikuje. Když Nuru náhodou zjistí pravdu, je zdrcená a odjíždí do Kanady. Alim za ní odlétá, půjde svému bratranci za svědka na tradiční třídenní svatbu. Khaled je taky gay a svatba je pro něj pouze zástěrka pro okolí. Giles přijíždí také do Kanady na svatbu a usmíří se s Alimem i jeho matkou.

## Obsazení
| Jimi Mistry         | Alim               |
| Kristen Holden-Ried | Giles              |
| Kyle MacLachlan     | duch Caryho Granta |
| Suleka Mathew       | Nuru               |
| Veena Sood          | Dolly              |
| Brian George        | Hassan             |
| Liisa Repo-Martell  | Delia              |
| Raoul Bhaneja       | Khaled             |
| Malika Mendez       | Sheruba            |
| Linda Thorson       | Gilova matka       |
| Andrew Gillies      | Raymond            |
| Dean McDermott      | Alisdair Keith     |